# Catwalk (TV-serie)
Catwalk var en kanadensisk TV-serie som gick från 1992 till 1994. Serien handlade om ett band(som hette Catwalk) och deras försök att nå framgången.

## Rollista
- Christopher Lee Clements - Atlas
- Kelli Taylor - Mary
- Neve Campbell - Daisy
- Paul Popowich - Jesse
- Lisa Butler - Sierra
- Keram Malicki-Sanchez - Johnny
- Joel Wyner - Billy K